# L'ultima regina - Firebrand
L'ultima regina - Firebrand (Firebrand) è un film storico del 2023 diretto da Karim Aïnouz.
Liberamente tratto dal romanzo del 2013 La mossa della regina di Elizabeth Fremantle, è incentrato sulla figura della regina consorte Caterina Parr, sesta e ultima moglie di Enrico VIII d'Inghilterra. Alicia Vikander interpreta Caterina, mentre Jude Law interpreta Enrico.

## Trama
Caterina, la sesta moglie del re Enrico VIII, viene nominata reggente mentre il re combatte in Francia. Sostenitrice di riforme religiose e della traduzione della Bibbia in inglese, Caterina cerca di proteggere l'amica d'infanzia, la predicatrice Anne Askew, dalle accuse di eresia mosse contro di lei dal vescovo Stephen Gardiner e le consegna un medaglione che, se venduto, potrà aiutarla a permettersi la fuga. Il ritorno in patria di Enrico fa precipitare la situazione: Anne viene arrestata e bruciata, mentre il re, paranoico e stravolto dal dolore per le ulcere alle gambe, diventa sempre più instabile e collerico. Caterina rimane incinta ed Enrico, soddisfatto, la riconferma reggente nel caso lui dovesse morire prima che il figlio Edoardo raggiunta la maggiore età.  
Il favore del re nei suoi confronti dura poco: mentre Gardiner cerca di portare alla luce i legami tra Anne e la regina – che, se provati, porterebbero Caterina al rogo – Enrico tenta di stuprare la moglie. La colluttazione che segue porta a un peggioramento della salute del re e all'aborto spontaneo della regina, che perde quindi ogni sostegno da parte del marito e teme di finire come Anna Bolena o Caterina Howard. Mentre Enrico autorizza Gardiner ad indagare su Caterina, Thomas Seymour riesce a recuperare il medaglione incriminante che la regina aveva dato Anne: inizialmente lo avrebbe voluto consegnare all'amata Caterina per proteggerla, ma viene convinto dal fratello Edward a consegnarli il ciondolo per salvaguardare l'onore e il futuro dei Seymour. 
Caterina e le sue dame di compagnia vengono arrestate e condannate, ma Enrico, sul suo letto di morte, convoca la moglie. Rimasti soli, Caterina soffoca il marito, liberando dalla sua tirannia se stessa e il regno, che anni dopo sarà governato dalla donna che Caterina aveva cresciuto come se fosse figlia propria: Elisabetta.

## Produzione

### Sviluppo
Durante l'American Film Market del 2021 è stato annunciato che Karim Aïnouz avrebbe diretto un adattamento cinematografico del romanzo di Elizabeth Fremantle con Michelle Williams e Jude Law nei ruoli dei protagonisti. Nel marzo 2022 Alicia Vikander ha sostituito Williams nel ruolo di Catherine Parr, mentre nel maggio dello stesso anno è stata confermata la presenza nel cast di Sam Riley, Eddie Marsan, Simon Russell Beale ed Erin Doherty.

### Riprese
Le riprese principali si sono svolte a Haddon Hall (Bakewell) tra l'aprile e il giugno 2022.

## Distribuzione
Il film è stato presentato in anteprima il 21 maggio 2023 in concorso al 76º Festival di Cannes e distribuito nelle sale cinematografiche britanniche a partire dal 6 settembre 2024 e in quelle italiane dal 29 maggio 2025.

## Accoglienza

### Incassi
Il film ha incassato poco più di 4,4 milioni di dollari.

### Critica
Sull'aggregatore di recensioni Rotten Tomatoes 95 critici esprimono un gradimento del 58%, con un voto medio di 5.8 su 10; su Metacritic il voto medio di 24 critici è di 54/100.

## Riconoscimenti
- 2023 - Festival di Cannes
  - In concorso per la Palma d'oro